# Hieracium jutlandicum
Hieracium jutlandicum es una especie de planta con flor del género Hieracium, de la familia Asteraceae, orden Asterales.

## Distribución
Hieracium jutlandicum se distribuye por Dinamarca.

## Taxonomía
Fue descrita científicamente por Keld.
Tratamiento taxonómico
La especie aparece registrada y publicada en Raunk., Dansk Ekskursionsfl.